# N-(4-Aminofenil)-N'-feniloctanodiamida
N'-(4-aminofenil)-N-fenil-suberamida, é um composto químico, de fórmula C20H25N3O2, SMILES canônico C1=CC=C(C=C1)NC(=O)CCCCCCC(=O)NC2=CC=C(C=C2)N, massa molecular 339,4314. É um derivado do Vorinostat com mais uma amina no fenil, e com fenil substituindo a hidroxila.
Assim como outros compostos relacionados a octanodiamida, como a N'-(2-aminofenil)-N-fenil-octanodiamida, a N'-(3-aminofenil)-N-fenil-octanodiamida, a N-fenil-N'-(2-piridil)octanodiamida, a N'-(2-metoxifenil)-N-fenil-octanodiamido, a N'-(4-aminofenil)-N-fenil-octanodiamida e a N'-(2-aminofenil)-N-fenil-octanodiamida atuam como inibidores da histona deacetilase e são ou foram pesquisados como terapêutica para doenças neurológicas.